# L'Ange au berceau
L'ange au berceau est un roman québécois paru en 2002 écrit par Serge Lamothe, publié aux éditions L'instant même.

## Synopsis
Troisième tome de la Trilogie des Godin (comprenant également La Longue Portée et La Tierce Personne) ce roman présente la conclusion d'une saga familiale qui s'étend sur cinq générations. Simon Godin, le narrateur, se retrouve mêlé à une sombre histoire de trafic de drogue et de blanchiment d'argent à la suite de la disparition en mer de son grand-père, Al Godin. Perturbé par les révélations de son père (Charles Godin) et de l'assassin de ce dernier (Mathieu Arbour), Simon se retrouve engagé dans une quête de vérité qui, des Bahamas à la Turquie, en passant par le Québec, le mène à la découverte de soi.

## Style
Dans le dernier volet de sa trilogie, Lamothe relie les fils de ses deux précédents romans et mène le lecteur à une conclusion inattendue fortement marquée par le réalisme magique.

## Sources
- Salon double - critique de Pierre-Paul Ferland, « Les rejetons du nomade fantasmatique »
- Journal Voir, Montréal - critique de Pascale Navarro, « L'ange au berceau », 29 mai 2002
- Planète Québec - critique de Louise Turgeon, « L'ange au berceau », 14 juin 2002